# سیارک ۹۶۳۱
سیارک ۹۶۳۱ (به انگلیسی: 9631 Hubertreeves، نامگذاری:1993SL6) نه هزار و ششصد و سی و یکمین سیارک کشف شده‌است که در ۱۷ سپتامبر ۱۹۹۳ کشف شد.
قدر مطلق سیارک برابر ۱۳٫۷۰ است.